# شن‌های روان (فیلم ۲۰۰۲)
شن‌های روان (به انگلیسی: Quicksand) یک فیلم ویدئویی اکشن آمریکایی به کارگردانی سام فرستنبرگ محصول سال ۲۰۰۲ است. بازیگران اصلی فیلم مایکل دادیکوف، بروک تایس، ریچارد کیند و دن هدایا هستند.